# Марина Антиохийска
Света Великомъченица Марина се почита от Православната църква на 17 юли. Тя е известна сред католиците като Света Маргарита Антиохийска (или Дева Маргарет на английски: Margaret the Virgin) и се празнува на 20 юли, когато православните християни празнуват деня на Свети Илия.
Света Маргарита е призната за една от Четиринадесетте Свети помощници - покровителка на децата.

## Наименования и прозвища
В България (особено в югоизточната част на страната) много често срещано е умалителното наименование на светицата – „Маринка“. 
Александър Фол предполага, че този антропоним може да се изведе от корена mar, който на тракийски език би имал значение „голяма вода“. Хипотезата на Фол, че името кодира „чист хтоничен елемент от първичен космогоничен порядък“, се подкрепя от фолклорния материал. Много е вероятно през Средновековието етимологично внушеното „Марина – вода – море“ да не е било чуждо на вярващите, тъй като по писмени сведения тялото на светицата се е пазело в Константинопол, в църквата на Дева Мария Бахара (Bahharah), т.е. „морска“ (marina – в превод на латински). През същата епоха в Средиземноморието светицата е била призовавана да закриля вярващите в морските бури, като тази вяра според Валерия Фол е вдъхновена от омофонията на името с епитета marina.

## Житие
Според житиетата й, Марина е живяла през III-IV век и е дъщеря на езически жрец в Антиохия Писидийска (Антиохия Цезарея), главен град на областта Писидия, по това време - римска провинция. 
Въпреки възпитанието в идолопоклонничество, Марина, повлияна вероятно от своята дойка, както и на някакъв странстващ проповедник, става християнка на 12 години и решава да посвети своята девственост на Бога.
Когато баща й споделя с нея, че планира да я омъжи, тя му открива собствените си въжделения, обяснявайки му, че не и трябва земен съпруг, защото нейният небесен годеник я очаква (в смисъл, че се надява по-скоро да почине, а дотогава да остане девствена). Без да се отказва от намеренията си, баща й я изпраща да поживее в неговото крайградско имение, чиято икономка междувременно е станала някогашната й дойка (и нейна по-сетнешна бавачка). Като познаваща момичето, както и възприетата от него религия, той се надява, че преданата му служителка, ще успее да намери аргументи в полза на женитбата, които да се сторят на девойката убедителни. Обаче именно докато е там Марина научава кой е мъжът, с когото баща й възнамерява да я задоми - това е един от военачалниците, на които император Диоклециан най-много разчита за провеждането на новата му репресивна политика, спрямо християните. Човекът се казва, според най-разпространения вариант, Олимброс или Олимврий и е управител на област. В житиетата се споменава като негово владение Диоцез Ориент, но от контекста е видно, че е по-вероятно да е бил епарх на Писидия, където има дворец и е високо почитан, а има и голяма административна власт. Все така живееща в имението и, както изглежда, помагаща на надзорницата си в овцевъдство, вече 16-годишна Маргарита най-сетне е посетена от своя кандидат, който, омаян от хубостта й, припряно й предлага да се омъжи за него. Тя веднага му отказва, с аргумента, че не може да бъде негова, щом се е обещала на Исус Христос. Решавайки, че не й е предложил правилно, Олимврий отначало я отвежда в Писидия, настанява я богато, отрупва я с разкош и я поставя под опеката на свои приближени местни дами, на които поставя задачата да й представят възможния й брак с него в най-положителна светлина. Обаче и това се оказва напразно - тя пак не го иска, въпреки че, поучен от първия си неуспех, той този път й предлага публично и с уважение, на специално построен за това подиум, насред площада.
След това, все още далеч неразколебаният Олимврий, намисля да сломи съпротива на девойката, като й покаже, че вместо прекрасна, съдбата й би могла да бъде ужасна и я изпраща под стража в затвора - да се запознае с възможните последици, от отказа им, за онези християни, които упорстват и не се съгласяват да участват в жертвоприношения към боговете-олимпийци и към гения на императора. Пред самата Маргарита, това изискване все още не е предявено, тъй че няма и конкретни доказателства, че е нелоялна, към Диоклециан и почитаните от него божества.  
Все пак, когато се оказва, че не се е впечатлила по такъв начин, че вече да е готова да се омъжи за него, управителят решава да я задържи в затвора и да й даде и по ясна представа за мъченията. Продължавайки да бъде влюбен в нея, той гледа да я щади, но въпреки това нарежда да я подложат да известна част от допусканите към упорстващите християни изтезания - най-вероятно да я бичуват с камшик на няколко пъти ("прикована към дърво и терзана"). Възможно е да се е надявал Марина да се прекърши от мъченията, дори дотам, че да се откаже от вярата си, но съвсем не става така, а даже тя още повече се убеждава, че скоро ще се представи в чертога на своя небесен жених. Получава видение в този смисъл на светещ кръст и тя чува глас, който ѝ обещава, че мечтата й ще се изпълни. 
Според преданията за Света Марина, докато прекарва нощта в тъмницата, тя е сподобена от Бога, със среща с Велзевул, след като сама изявява желание да се вкопчи в двубой с него. Отначало той праща срещу нея един дракон, когото тя побеждава с кръстен знак, разпаряйки му корема, след като той я глътва. После побеждава него самия словесно. 
На сутринта се оказва, че раните й много бързо са зараснали и вече не личи да е била измъчвана. Доволен от това, Олимврий, който все още я обича, се надява да не става нужда да я измъчва пак, но тя потвърждава непоколебимостта на вярата си в Христос - за негово нещастие и за радост на палача Малх - самият той християнин - който вижда в екзекуциите на единоверците си (както и те самите) възхвала на Бога и утвърждаване на вярата в него, и се надява хората да получат в лицето на Маргарита още един пример за истинско благочестие. Така че тя отново е подложена на изтезания, този път по-жестоки, а раните й са обгорени. 
Тъй като и това не стига за да се сломи девойката и чувайки я да се моли на Исус за кръщение (тъй като до този момент не е кръстена), Олимврий нарежда на палача да я натика вързана в каца с вода (или в басейн, пълен с вода). Когато излиза (при това развързана) тя сияе от щастие и пее химни, убедена, че е била наистина кръстена от самия Бог. 
Накрая управителят Олибрий, макар още влюбен, заповядва да я изведат извън града и да я посекат с меч; така тя умира в 4-тата година на Диоклециановите гонения - към 306-307 г.

## Култ към Света Марина/Маргарита Антиохийска
В научната литература, която се занимава с култа към Света Марина и разпространението му в Западна Европа, все още се води дискусия дали почитането ѝ не е резултат от наслоявания на източната Света Марина върху местни автохонни женски вярвания.
За първоизточник на сведенията за светицата се смята епископ Теотимий, посочван в различни апокрифни и официални житиета като свидетел на живота и смъртта й. Вземайки предвид тези и други налични данни (но и сам подчертавайки, че повечето имат основно фантастичен характер), а най-вече чудесата, с които се славят мощите й, през 494 година папа Геласий I я обявява за великомъченица.
Въпреки че Света Марина не е имала стар литургичен култ, широкото почитание към нея във Византия се разпространява много рано, докато на запад то е регистрирано след VIII век. Светицата присъства във всички източни и византийски синаксарии, но едва през IX век се появява на латински език в мартирологията на Рабан Мавър под името Маргарита.
През 1098 година с основаването на Цистерианския орден, нейният култ е укрепен, но тя не е осмисляна като исторически персонаж, а по-скоро като благочестив образ на вярваща. Според изследователите на църковната книжнина, легендата за Света Марина е апокрифна. Света Марина е особено популярна на запад по време на Кръстоносните походи, най-вече след XI век.
В съвременното издание на Александрийския синаксарий от Микеле, който се използва от Коптската църква, се съобщава в бележка, че тялото на светицата се е пазело в Константинопол в църквата Дева Мария Бахара – т.е. „морската, от морето“. Според архимандрит Сергий едната ръка на светицата се съхранява във манастира Ватопед на полуостров Атон. Запазено е и легендарно сведение, че мощи на светицата са били съхранявани в манастир близо до село Ленге, област Мокра в Албания. Повечето от предполагаемите мощи на светицата са пренесени от Византия в Сан Пиетро дела Вале през 908 г., а оттам - през 1145 г. в катедралата Монтефалконе в Тоскана. Дожът на Венеция Пиетро Дзиани в 1213 г. получава част от мощите и я отнася в града.
Света Маргарита е патрон на много католически църкви във Франция. Един от гласовете, за които Жана д'Арк твърди, че я напътстват, е именно този на светицата.
Във Англия началото на почитта към Света Маргарита е поставено в началото на Нормандското нашествие, когато вярата в нея е била описана в ръкопис на местен език.
През 1969 година Папа Павел VI изважда Света Марина от католическия календар, поради съмнението, че тя никога не е съществувала, което важи и за Света Катерина Александрийска, но и впоследствие и двете се почитат на основание на вярата в съществуването и подвизи им, запазила се на много места в Европа.

## Фолклорен образ
В Странджа планина девицата Света Маринка носи названието побарѝнка – от „побарвам“ – т.е. „опипвам“, „търся“. Названието определя точно това, което се случва между момите и ергените на нощния панаир на светицата.
За разпространението на култа към светицата в Западна Европа допринася много и народният театър, в който се представят страданията на Маргарита и особено епизода с борбата с Дявола-дракон.
Според някои легенди, светицата е отглеждала овце, поради което е почитана като патрон (светец-покровител) на овчарите и селяните. В католическата иконография този легендарен епизод е представен чрез сцена, в която Олибрий (неблогопучният й ухажор), качен на кон, влачи Марина, която води овца.
Според разпространените на Запад вярвания, относно покровителствената помощ на Света Марина, е и че се изявява като закрилница на бременните жени; ако я призове родилката, ще избегне опасностите при раждането, а също се отнася и за рожбите й. Маргарита (Марина) е особено почитана от жените, заради вярата, че помага на бездетните, но също защото - според представите за нея - лекува болести по лицето. Във Франция са запазени четири пояса (препаски, подобни на широк платнен колан) на светицата, които бременните жени са носели докато е било възможно. По време на самото раждане върху корема на раждащата жена се е поставяла книга с житието на светицата.
Сред католиците, фолклорният образ на Света Маргарита е запазен в апокрифните текстове и записаните вярвания на хората, които са я почитали (отразени например в "Златната легенда" на Яков Ворагински). Вярвало се е, че онзи, който описва или чете нейната история, ще получи неувяхваща корона на небето, който я зове в последния си час, ще се радва на божествена закрила и ще се изплъзне на Сатаната, а онзи, който освещава църква в нейна чест или пали свещ в нейна чест и се моли за нещо на светицата, ще го получи.

## Други
На света Марина е наречена улица в квартал „Борово“ в София (Карта).